# FT8

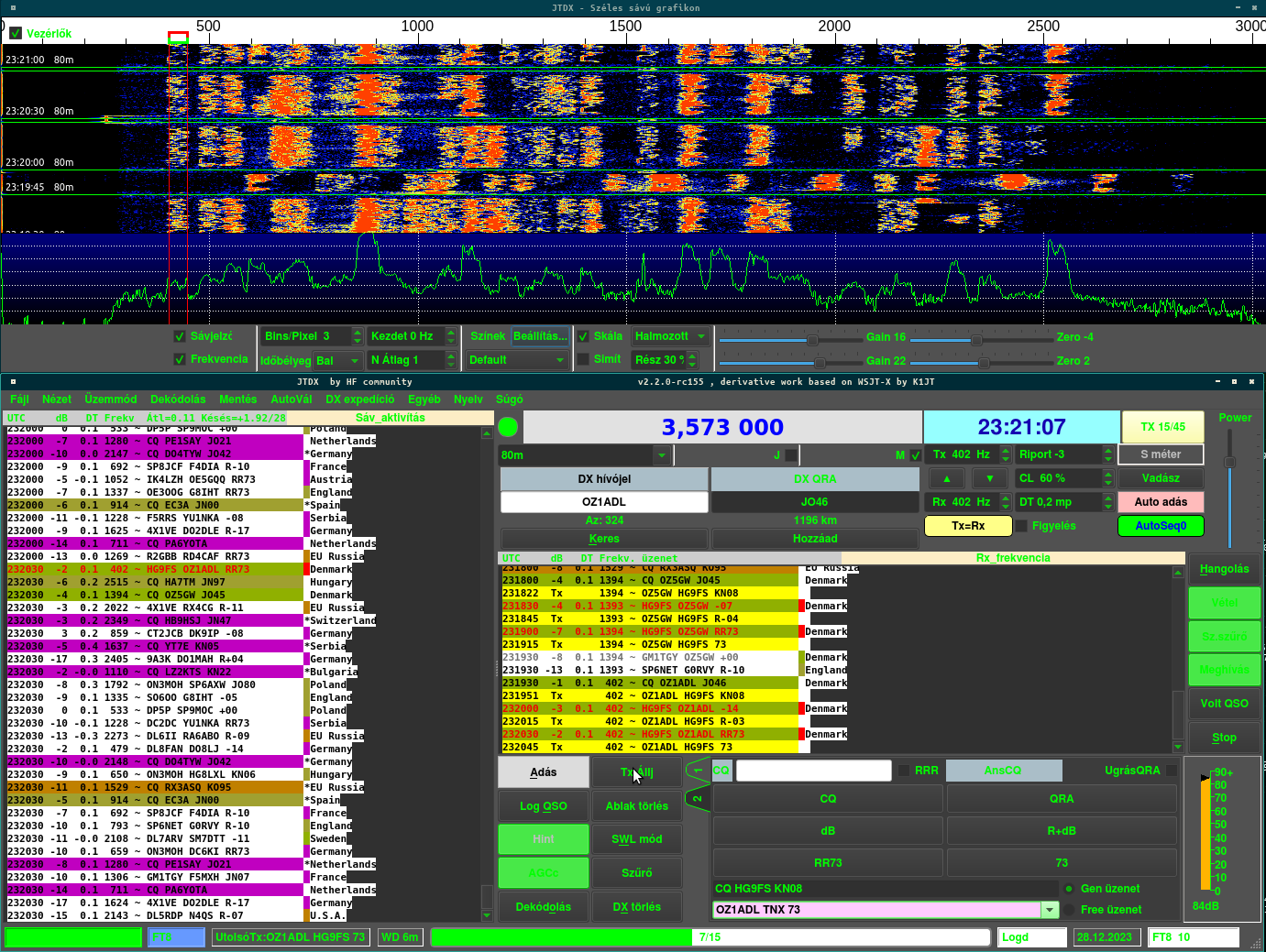
Anzeige der Funkkontakte bei FT8

FT8 ist eine im Amateurfunk benutzte digitale Betriebsart zur drahtlosen Kommunikation. Sie wird von Funkamateuren insbesondere auf Kurzwellen genutzt.
FT4 ist eine davon abgeleitete Variante, die doppelt so schnell ist und deshalb im Rahmen von Amateurfunkwettbewerben (Contests) beliebt ist.

## Eigenschaften
Kennzeichnend ist die zügige Übertragung von Daten innerhalb eines Zeitrasters von fünfzehn Sekunden (15 s) bei gleichzeitig geringem benötigten Signal-Rauschabstand (SNR). Somit lassen sich mit vergleichsweise bescheidenen Funkstationen große Entfernungen überbrücken und bestätigte Rapporte zwischen Funkamateuren austauschen. In technischer Hinsicht, wie Störfestigkeit, Bandbreite, Übertragungssicherheit und Zuverlässigkeit übertrifft FT8 die traditionelle Betriebsart des Morsens, auch CW genannt.
Während Sprechfunk (Fonie), der üblicherweise mit der Einseitenbandmodulation (SSB) abgewickelt wird, ein Signal-Rausch-Verhältnis (SNR) von etwa +10 dB benötigt, um verständlich zu sein, und Telegrafie (CW) noch „unter dem Rauschen“ bei −15 dB aufgenommen werden kann, ist bei FT8 ein fehlerfreier Empfang sogar noch bei einem SNR von −20 dB möglich. Diese Eigenschaft mit geringem Leistungsbedarf macht FT8 zu einer interessanten Ergänzung der Betriebsarten im Amateurfunkdienst.

## Geschichte

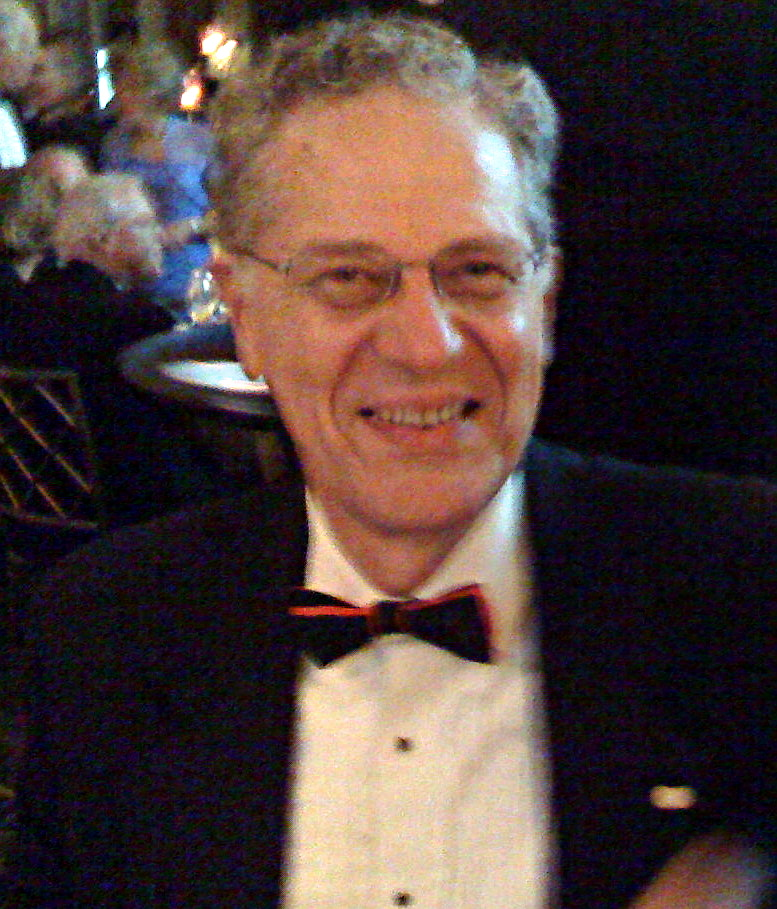
Joe Taylor, K1JT (2008)

Die Betriebsart FT8 wurde im Jahr 2017 durch den Nobelpreisträger für Physik und Funkamateur Joe Taylor mit seinen Amateurfunkrufzeichen K1JT öffentlich vorgeschlagen. Benannt ist FT8 nach den Anfangsbuchstaben der Nachnamen der beiden Entwickler Steven Franke, K9AN, und Joe Taylor, K1JT, wobei die Zahl 8 am Ende auf die verwendete Anzahl der Sendesymbole (Frequenzen) bei der verwendeten Modulationsart, dem Gaussian Minimum Shift Keying (GMSK) mit 8 Symbolen, hinweist. Um eine möglichst hohe spektrale Effizienz zu erzielen, werden dabei die Übergänge zwischen den einzelnen Sendesymbolen mittels Gauß-Filter geformt.

## Technik

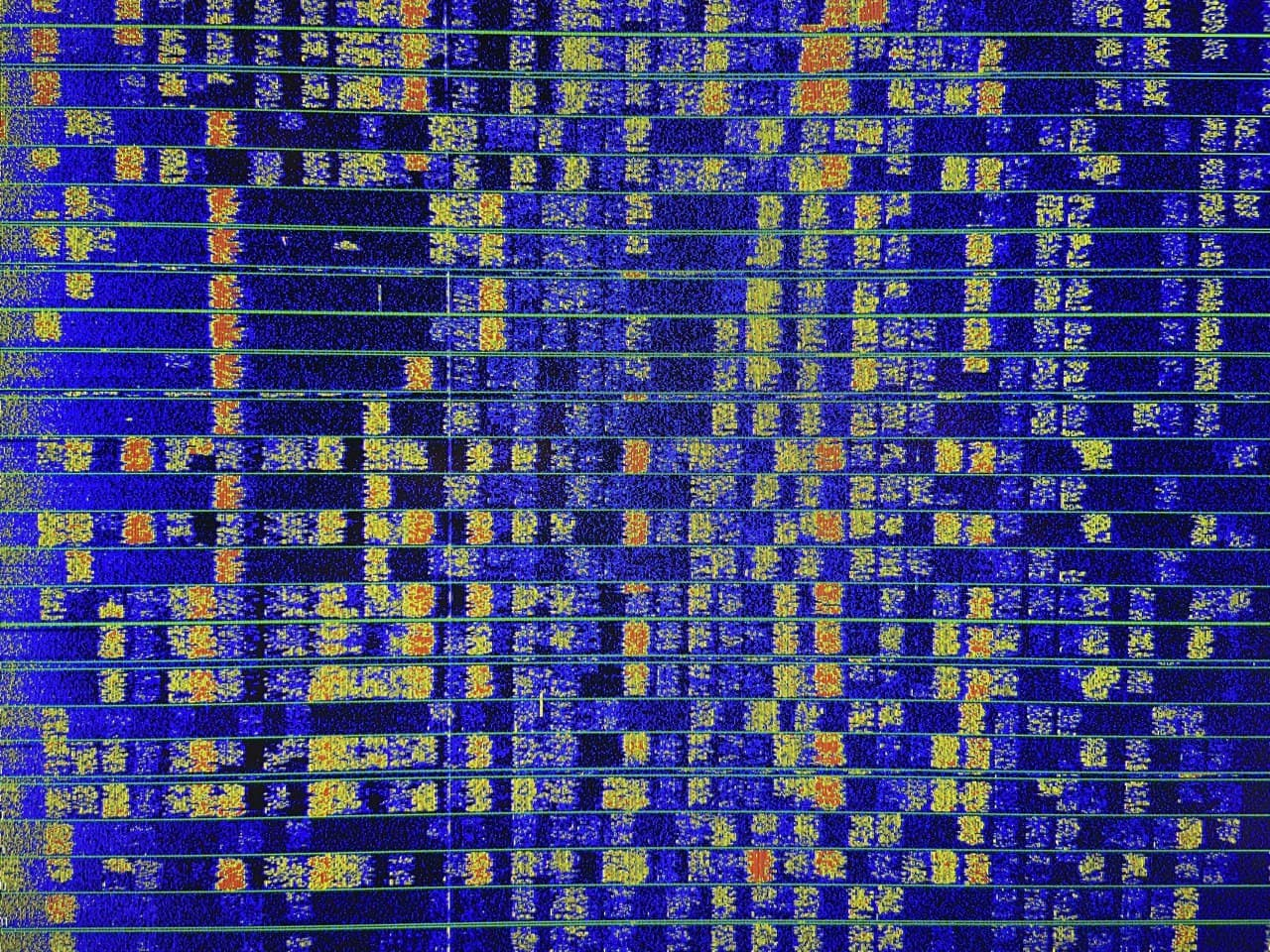
Wasserfalldiagramm für FT8 im 80-Meter-Band. Das vertikale Raster beträgt 15 s, während die einzelnen Signale jeweils eine Bandbreite von 50 Hz aufweisen.

Die acht Sendefrequenzen, welche als Symbole verwendet werden, liegen in einem Abstand von 6,25 Hz, so dass ein FT8-Signal eine Bandbreite von 8 × 6,25 Hz, also 50 Hz belegt. Als Vorwärtsfehlerkorrektur (FEC) wird ein Low-Density-Parity-Check-Code (LDPC) in Kombination mit einer zyklischen Redundanzprüfung (CRC) zur Fehlererkennung eingesetzt. Wichtig ist, dass Sender und Empfänger abwechselnd das starre Zeitraster von 15 s einhalten. Dazu nutzen beide üblicherweise eine Synchronisation mit der Atomzeit, die beispielsweise über das Network Time Protocol (NTP) im Internet weltweit verfügbar ist. In der Regel dauert ein komplettes „Funkgespräch“ (QSO) keine zwei Minuten.

## FT4
Die von FT8 abgeleitete Variante FT4 wurde im April 2019 vorgestellt. Sie ist sehr ähnlich zu FT8, basiert aber auf einer Frequenzumtastung mit nur vier (statt acht) Symbolen. Sie weist eine Bandbreite von rund 90 Hz auf und verwendet ein Zeitraster von 7,5 s (statt 15 s). Dies erlaubt eine doppelt so hohe Geschwindigkeit wie FT8 und macht diesen Modus interessant für Contest-Betrieb, wo es auf Schnelligkeit ankommt. Hiermit kann ein QSO typischerweise innerhalb von nur einer Minute komplett abgewickelt werden. Allerdings ist bei FT4 das SNR mit rund −16,5 dB um etwa 3 dB ungünstiger als bei FT8.

## WSJT
Sowohl FT8 als auch FT4 sind als Teil der ebenfalls frei erhältlichen Software WSJT‑X verfügbar und dürfen von jedem lizenzierten Funkamateur genutzt werden. Darüber hinaus verfügt WSJT‑X über einen speziellen SWL Mode, der auch Kurzwellenhörern (englisch Short Wave Listener) die Dekodierung dieser Betriebsart ermöglicht.

## JS8
Eine auf FT8 basierende, aber von einem unabhängigen Team um Jordan Sherer, KN4CRD, entwickelte Betriebsart ist JS8. Diese ermöglicht die einfache Übermittlung frei gestalteter kurzer Textnachrichten, ähnlich wie Chats in einem Instant Messenger.